# Округ Калкаска (Мичиген)
Калкаска (енгл. Kalkaska County) је округ у америчкој савезној држави Мичиген.

## Демографија
По попису из 2010. године број становника је 17.153, што је 582 (3,5%) становника више него 2000. године.
| Група             | 2000.          | 2010.          |
| Белци             | 16.063 (96,9%) | 16.456 (95,9%) |
| Афроамериканци    | 35 (0,2%)      | 50 (0,3%)      |
| Азијати           | 37 (0,2%)      | 42 (0,2%)      |
| Хиспаноамериканци | 142 (0,9%)     | 214 (1,2%)     |
| Укупно            | 16.571         | 17.153         |